# Doslidne (obwód odeski)
Dodlidne – osiedle na Ukrainie, w obwodzie odeskim, w rejonie bielajewskim. W 2001 roku liczyło 657 mieszkańców.